# Анрік Прат-да-ла-Ріба
Анрік Прат-де-ла-Ріба Сара (кат. Enric Prat de la Riba i Sarrà; 29 листопада 1870, Кастельтарсоль — 4 серпня 1917, там само) — каталонський політичний і культурний діяч, один із засновників руху каталонських націоналістів наприкінці XIX століття, публіцист і теоретик каталанізму.

## Життєпис
Народився в заможній родині. Вивчав юриспруденцію в Барселонському і Мадридському університетах. У 1887 році А. Прат надходить в Центр каталонської освіти (Centre Escolar Catalanista), де вперше було сформульовано визначення каталанізму. У 1890 році він стає президентом цієї установи. У 1892 році він як секретар вів засідання, на якому була прийнята Манреська програма, яка заклала основи для автономії Каталонії. А. Прат був одним із засновників культурного каталонського національного руху новесентизму.
Будучи президентом міської ради Барселони, А. Прат в 1907 році засновує Інститут вивчення Каталонії. Рівним чином він був ініціатором створення Каталонській співдружності, першим президентом якої і залишався — з 6 квітня 1914 року й аж до свого скону. Каталонська співдружність відповідала за здійснення важливих будівельних споруд, транспортних і культурних проєктів, багато з яких зберігають своє значення і донині.
А. Прат-де-ла-Ріба є автором низки політичних творів, які відіграли чималу роль у пробудженні національних почуттів серед каталонців кінця XIX — початку ХХ століть.

## Вибрані твори
- Missatge al Rei dels Hel·lens (1897)
- Compendi de la doctrina catalanista
- Compendi de la Història de Catalunya
- La nacionalitat catalana (1906)